# Ricardo Santos
Ricardo Henrique da Silva dos Santos, eller bara Ricardo Santos, född 13 februari 1987 i Rio de Janeiro, är en brasiliansk fotbollsspelare (anfallare) som spelar för thailändska Uthai Thani FC.
Under åren 2007–2011 spelade Santos för Kalmar FF och senare för Djurgårdens IF. Det målmässigt bästa året för Santos kom dock 2014 då han kom tvåa i den allsvenska skytteligan med 14 gjorda mål för Åtvidabergs FF. 2021 skrev Santos på för Uthai Thani FC i thailändska tredje ligan. Han lyckades flytta upp laget till thailändska andra ligan den säsongen. Och med sina 40 mål 2021/2022 vann han också skytteligan samma säsong. Säsongen 2022/2023 lyckades han flytta upp laget till högsta ligan i Thailand. Han vann skytteligan med sina 30 mål och blev utsedd till Thai League 2 MVP (most valuable player). Uthai Thani spelar nu i Thailändsk högsta ligan, även kallad T1. 

## I Sverige

### Till Kalmar
Santos kom till Kalmar FF år 2007 från Boavista SC, och lånades därefter under säsongen 2008 ut till Superettan-laget Åtvidabergs FF där han hade stor framgång och blev klubbens bäste målskytt. 
Den efterföljande säsongen blev Santos återigen utlånad; nu till Jönköpings Södra IF där han spelade tillsammans med sin lagkamrat och landsman Marcel Sacramento. Under en tvåveckorsperiod sommaren 2009 återvände han till Kalmar FF, då klubben ansåg sig behöva bredda truppen på grund av ett tufft matchprogram, och presterade så väl att klubben valde att avbryta lånet och behålla brassen säsongen ut.
Inför 2010 skrev Santos på ett nytt 2-årskontrakt med Kalmar FF. Den storvuxne brassen betalade tillbaka direkt då han under året blev klubbens bäste målskytt i Allsvenskan med 10 gjorda mål.

### I Djurgården och utflykt till Norge
I oktober 2011 stod det klart att Santos skulle lämna Kalmar FF efter sammanlagt 5 år i klubben. I januari 2012 skrev han istället på ett 1-årsavtal (plus en option på förlängning) med den allsvenska konkurrenten Djurgårdens IF.. Efter mindre än en säsongs spel lämnade Santos klubben för Norska Sogndal då Djurgården inte hade för avsikt att utnyttja optionen på förlängning.

### Åtvidabergs FF
I juli 2013 blev Santos klar för Åtvidabergs FF, en klubb han även representerade under 2008 på lån från Kalmar FF. Den 20 juli 2014 gjorde han sitt första hattrick i karriären i 3–2 segern över Brommapojkarna. År 2014 kom Santos på andra plats i den allsvenska skytteligan, med 17 mål för Åtvidaberg. 

### Karriär i Asien
Ricardo Santos såldes i slutet av 2014 till kinesiska Guizhou Renhe Football Club.

## Spelstil
Santos besitter en stor fysisk styrka och är en bra djupledslöpare och targetspelare. Hans något opolerade spelstil kompenseras av en stor vilja och löpvillighet. Ett visst övermod i dribblingssekvenser kan skönjas.

## Meriter
Kalmar FF
- Svenska Cupen 2007

### Webbkällor
- Ricardo Santos på Soccerway (engelska)
- Ricardo Santos på altomfotball.no